# Bruck in der Oberpfalz
Bruck in der Oberpfalz là một đô thị ở huyện Schwandorf bang Bayern, Đức.